# 西門子ES64P型電力機車
ES64P型电力机车是德国西门子“欧洲短跑手”（EuroSprinter）系列电力机车的原型试验车，由西门子交通集团和克劳斯-玛菲公司于1992年联合研制成功，适用于供电制式为15千伏16⅔赫兹的低频单相交流电电气化铁路。
1990年代初，为了满足欧洲铁路运输快速发展的需求，及适应欧盟成员国铁路改革要求，西门子交通集团和克劳斯-玛菲公司于1992年联合研制了第一代“欧洲短跑手”电力机车，原型车型号为ES64P型，其中“ES”是“EuroSprinter”的缩写、“64”代表机车功率为6400千瓦、“P”代表原型车（Prototype），在德国铁路股份公司系统内被定为127型（127 001-6）。ES64P型电力机车为交—直—交流电传动客货通用电力机车，采用了硅油冷却变压器、GTO水冷牵引变流器、“Sibas 32”微机控制系统、轮盘制动装置等众多先进技术。机车被西门子交通集团和德国铁路股份公司作为对新型部件和环保材料试验平台。1993年8月6日，ES64P型电力机车在德国维尔茨堡至富尔达的高速铁路进行了高速试验，在机车和线路并没有进行预先特殊准备和改造的情况下，最高试验速度达到310公里/小时，成为当时世界上三相交流传动电力机车的最高速度纪录。
1999年，唯一一台ES64P型机车被交付德国的一家机车租赁公司“Dispolok”，并租赁给不同的铁路公司使用。